# Mighty Mutanimals
Mighty Mutanimals eller Mutanimals var en amerikansk serietidning, utgiven åren 1991-1993, av serieförlaget Archie Comics som en spinoff på serietidningen Teenage Mutant Ninja Turtles Adventures. Medlemmarna bestod främst av muterade djur, därav namnet Mutanimals, förkortning av engelskans mutant (mutant) och animals (djur i pluralis) Wingnut och Screwloose är inga mutanter, utan kommer från den fiktiva planeten Huanu. Stephen Murphy och Ryan Brown skapade teamet baserat på deras karaktärer och karaktärer skapade av serietecknare som Dean Clarrain and Steve Lavigne. Dean Clarrain skapade sedan historien där de dog.
Serien började publiceras som en miniserie i tre delar mellan maj och juli 1991, och som en vintersamling senare under 1991. Därefter publicerades nio nummer mellan april 1992 och juni 1993
När serien avbrutits fick Mutanimals en egen 7-delad backup-serie i Teenage Mutant Ninja Turtles Adventures mellan nummer 48 och 54. Det var här som Mutanimals blev dödade av cyborgarna de "Fyras gäng" engelska: Gang of Four. Nummer 55-57 fortsatte med efterverkningarna på deras död, och effekten på sköldpaddornas liv.
De gjorde även ett mindre cameomedverkande i Tales of the TMNT nummer 58. 
Dean Clarrain, Ken Mitchroney, Mike Kazaleh och Garrett Ho arbetade alla med miniserien.
En liknande grupp vid samma namn i 2012 års TV-serie kallas på svenska för Mäktiga mutadjuren.

## Medlemmar

### Dreadmon & Jagwar
Dreadmon är en figur från Archieserierna och Archie Comicss Mutanimals. Han föddes i Sydafrika. Under upproren skickade hans far honom och hans mor honomt ill Jamaica där de levde i fattigdom, och Dreadmon fick försörja sig som tjuv. En dag stal han en amulett som förvandlade honom till varulv, med snabbhet som styrka. Han blev vän med sköldpaddorna och slog sig senare samman med Mutanimals samt hans vän Jagwar.
Jagwar föddes av Jaguar Spirit och en kvinna (människa) vid namn Juntarra. Då hans mor lämnat honom att fortsätta sin personliga strävan (och slutföra de "Fyra vindarnas stig"), levde den 12-årige Jagwar i Brasiliens regnskog tills han upptäcktes av sköldpaddorna i nummer 14, då de blev avsläppta i Brasilien av Cudley. Jagwars blev medlem av Mutanimals senare.

### Mondo Gecko
Mondo Gecko skapades av Mirage Studios tecknare Ryan Brown. I 1987 års serie är Mondo Gecko, som först dyker upp i avsnittet "Michaelangelo Meets Mondo Gecko" under säsong 5, från början en vanlig ödla som faller ner i New Yorks kloaker i samma skede som sköldpaddorna mutateras, och han muteras också. Dock blir Mondo uppblockad och ivägburen av en okänd man. En natt har Michelangelo en dålig dröm och vaknar upp. Då han hör oväsen på gatan, går han upp och stöter på rånare. Bland rånarna finns Mondo Gecko, en muterad och talande ödla som uppfostrades av gangstertyper. Mondo Gecko hade blivit medlem i ett gäng som arbetade för gangsterbossen "Mr. X". Michelangelo övertlade Mondo Gecko att byta sida, och tillsammans bekämpade de Mr. X. Efter det lämnar Mondo Gecko brottets bana och blir "granne" i kloaken med sköldpaddorna och Splinter. Han återkom i avsnittet 'Dirk Savage: Mutant Hunter' där någon kidnappar alla mutanter i staden, inklusive Punkgrodorna, Tokka och Rahzar. Mondo Gecko försöker hjälpa Michelangelo, och låter sig själv kidnappas så att sköldpaddorna kan ta reda på vart mutanterna förs.
I serierna är Mondo Gecko från början människa och skateboardåkare som spelar i ett hårdrocksband, och hans flickvän Candy Fine blir skrämd med honom efter att Krangs överblivna mutagen korsat hans DNA med hans husdjursödla, då bandet övat i Shredders gamla gömställe. Denna bakgrund användes båe för Mutanimalsserien och actionfigurerna.

### Ray Fillet
Ray Fillet, ursprungligen Man Ray, var en gang i tiden marinbiolog vi namn Jack Finney som arbetade vid Burroughs Aquarium i New Jersey. Han var först med i Archieserierna, och mötte sköldpaddorna vid akvariet där han förklarade sitt ursprung. Jack utsattes för mutagen efter att ha klättrat in i ett rör vid Bayview-stranden, från vilket vattnet förorenades. Jack sökte efter bevis för den illegal dumpningen efter att ha sett mutagenet trilla ur rören, och klättrade in för att försöka hitta utsläppsläckan. Bebop och Rocksteady hade av misstag spilt ut en tuna mutagen i kloakerna, vilket spolade Jack ner i floden där han blev en muterad ra-rockaj. Ray träffar sedan på sköldpaddorna igen då han radar dem från en som Shredder, Bebop och Rocksteady besköt dem med från en ubåt. Då Ray sedan förde Shredder upp på land, sparkade Shredder sand mot hans ansikte och flydde. Senare slog han sig samman med Mutanimals, och medverkade i deras egen serietidning" Ray Fillet blev också actionfigur, och medverkade i ett av datorspelen, Tournament Fighters till Mega Drive. Ray räddade också sköldpaddorna från Shredder i nummer 3 1989 av Ralston Purinas Teenage Mutant Ninja Turtles-miniserie. Figuren skapades av Ryan Brown.
I TV-serien från 1987 medverkar han under fjärde säsonen, i "Rebel Without a Fin", och är då en fisk-mutant skapad av doktor Polidorius.

### Wingnut och Screwloose
Wingnut är en humanoid-fladdermus som skapades av Ryan Brown och medverkade även i 1987 års tecknade serie. Hanverkade i Archieserierna och Mutanimals. Hans kompanjon är Screwloose. De är inga mutanter, utan medlemmar av en utomjordisk art då Krang anfallit deras planet och dödat alla utom de två. I 1987 års version är Wingnut och Screwloose dock skurkar, och medverkar under femte säsongen i avsnittet "Zach and the Alien Invaders". De medverkade 1989 i Ralston Purinas Teenage Mutant Ninja Turtles-miniserie.

## Vänner

### Candy Fine
Candy Fine är Mondo Geckos flickvän i Archieserien, och hjälper honom även efter mutationen. Förutom Slash var hon den ende överlevare i Nulls massaker på Mutanimals i TMNT-berättelsenTerracide. Hon lyssnade på hårdrock från 1980-talet.

### Ninjara
Hennes riktiga namn är Umeko, men av någon anledning går hon under namnt "Ninjara." Hon räknas allmänt som Raphaels flickvän i Archieserien. Splinter trodde först hon var ett "atombarn", men var hon ursprungligen medlem av det urgamla rävfolket som levde på en ö utanför Japan s kust. Hon började arbeta som tjuv och lönnmördare för Chien Kahn, men började då hon stötte på sköldpaddorna samarbeta med dem.Hon samarbetade sedan med sköldpaddorna på flera uppdrag, från Fjärran- och Mellanöstern till Dimension X. Hennes familj beskrevs mer detaljerat då hennes yngre bror spårade henne och försökte övertyga henne att återvända hem. Sköldpaddorna upttäckta ön då dimman lättade och ön uppcäkts av en jägare. Ninjara arbetade med sköldpaddorna från nummer 29 till nummer 70, då förhållandet mellan henne och Raphael upphörde på grund av personliga olikheter.

### Andra vänner
- Glub Lubs
- Kid Terra
- Merdude

## Nedläggning
Mutanimals egna serietidning lades ned på grund av vikande försäljning 1993. I stället fortsatte de medverka i backup-berättelser i Teenage Mutant Ninja Turtles Adventures. Men under "Megadeath" i Mutanimals, och "Future Shark"-trilogin i Teenage Mutant Ninja Turtles, blev alla i Mutanimals dödades. Slash dödades strax därpå i ett försök att hämnas deras död.
Detta var ganska ovanligt i en serie som riktade sig till barn. Historien var också överraskande eftersom tidsresor ingick, och därför enkelt skulle kunna ha stoppat deras död (som när Marty McFly's far dog och hans död sedan hindrades, båda på grund av tidsresor, i filmen Tillbaka till framtiden II). Mutanimals död hindrades aldrig, men framtidens versioner av sköldpaddorna sade att Mutanimals dog vid fel tid, att deras död redan innefattade en ändring av historien..
Mutanimals skapare Ryan Brown förklarade att anledningen till hans beslut var att Mutanimals skulle vara något helt olikt TMNT. Då serien, och arbetet med den föreslagna tecknade TV-serien, avbrutits, ville han inte att hans figurer skulle "spela andrafiolen". I stället menade han att Mutanimals skulle få mycket store betydelse om de dödades.
Mutanimals död, och effekten, var planerad och förskjuten. Slash introducerades för att, precis som Metalhead, skulle bli deras vän. Detta skedde efter att Jagwar och Dredmon skulle dödas. Precis vad som skedde med Mutanimals som helhet, fick Dredmon och Jagwar spela "andrafiolen". Jagwar och Dredmon var de enda ursprungliga medlemmarna som skapades för serien, och var inte lika populära. Men i stället beslutade sig Ryan Brown för att de skulle dödas, och att deras död skulle påverka figurerna och ge resten av serien en mörkare ton.
Det ryktades att Slashs död strax därpå inföll då han inte längre behövdes som seriefigur, då Mutanimals dött.

### Fotnoter
1. ↑  ”Teenage Mutant Ninja Turtles”. TV.nu. 19 mars 2015. http://www.tv.nu/program/teenage-mutant-ninja-turtles-2012/sasong/3/avsnitt/16. Läst 5 april 2016.
2. 1 2 3  Dreadmon på Comic Book DB. Läst 22 januari-2008.
3. ↑  Mighty Mutanimals Arkiverad 11 oktober 2010 hämtat från the Wayback Machine. på ninjaturtles.com. Läst 22 januari-2008.
4. ↑  ”Ninjaturtles”. Arkiverad från originalet den 5 juni 2011. https://web.archive.org/web/20110605020835/http://www.ninjaturtles.com/cartoon/guide/cart109.htm. Läst 3 augusti 2011.
5. ↑  ”Ninjaturtles”. Arkiverad från originalet den 16 juli 2011. https://web.archive.org/web/20110716062531/http://www.ninjaturtles.com/cartoon/guide/cart167.htm. Läst 3 augusti 2011.
6. ↑  ”Ninjaturtles”. Arkiverad från originalet den 29 augusti 2011. https://web.archive.org/web/20110829085140/http://www.ninjaturtles.com/cartoon/guide/cart091.htm. Läst 3 augusti 2011.
7. ↑  ”Ninjaturtles”. Arkiverad från originalet den 10 mars 2011. https://web.archive.org/web/20110310011425/http://www.ninjaturtles.com/cartoon/guide/cart123.htm. Läst 3 augusti 2011.